# Andrius Velička
Andrius Velička (Kaunas, 5 aprile 1979) è un ex calciatore lituano, di ruolo attaccante.

## Palmarès

### Club

#### Competizioni nazionali
- Lietuvos Taurė: 1

Žalgiris Vilnius: 2012-2013
- Campionato lituano: 1

Žalgiris Vilnius: 2013
- Supercoppa di Lituania: 1

Ekranas: 2011